# Сангма, Пурно Агиток
Пурно Агиток Сангма (англ. Purno Agitok Sangma, хинди पूर्ण ऐजिटक संगमा; 1 сентября 1947, дер. Чапахати, Ассам, Индия — 4 марта 2016, Нью-Дели, Индия) — индийский государственный деятель, спикер Лок сабхи (1996—1998).

## Биография
Родился в многодетной семье. Потерял отца, когда ему было 11 лет, и ему пришлось оставить учебу из-за бедности. Благодаря помощи селизанского ордена ему удалось продолжить образование. Получил степень бакалавра искусств в Колледже Св. Антония в Шиллонге, затем — магистра в международной политике из Университета Дибругарха. Впоследствии он также получил степень в области права.
Профессиональную карьеру начал учителем в Дибругархе.
В 1973 году был избран вице-президентом Молодежного конгресса Мегхалая-Прадеша и с 1975 по 1980 годы являлся Генеральным секретарем Молодежного конгресса.
В 1977 году был избран в состав 6-й Лок Сабхи из Туры в Мегхалае и неоднократно переизбирался от этого избирательного округа, вплоть до 1989 года. После перерыва вновь избирался в состав нижней палаты парламента с 1991 по 2008 годы.
- 1980 г. — объединенный секретарь Всеиндийского комитета Индийского национального конгресса,
- 1980—1982 гг. — заместитель министра по промышленности,
- 1982—1984 гг. — заместитель министра торговли,
- 1984 г. — государственный министр торговли и снабжения,
- 1984—1986 гг. — государственный министр внутренних дел,
- 1986—1988 гг. — государственный министр труда,
- 1988—1990 гг. — главный министр штата Мегхалая,
- 1991—1993 гг. — государственный министр угольной промышленности,
- 1993—1995 гг. — государственный министр труда,
- февраль-сентябрь 1995 г. — государственный министр Союза труда,
- 1995—1996 гг. — министр информации и вещания Индии.

В 1996—1998 годах — спикер Лок Сабхи. За полвека индийской парламентской истории он был первым членом оппозиции, который занимал пост спикера. На этом посту учредил Совместный парламентский комитет для рассмотрения законопроекта о Конституции (восемьдесят первая поправка) (1996). Возглавлял индийские парламентские делегации на 42-й и 43-й конференциях Парламентской ассоциации Содружества в Куала-Лумпуре в августе 1996 и в Порт-Луи в сентябре 1997, соответственно. Он также возглавлял индийские парламентские делегации на 96-й сессии Межпарламентского союза в Пекине в сентябре 1996 и на 98-й конференции в Каире в сентябре 1997 года.
В 1998 году являлся вице-президентом Индийского института государственного управления.
В мае 1999 года вместе с рядом других политиков был исключен из рядов Индийского национального конгресс из-за их оппозиции Соне Ганди, которой они предъявили претензии в рождении за пределами Индии и тем самым отвергали её возможные претензии на пост премьер-министра страны.
После своего исключения он выступил в 1999 году одним из инициаторов создания Партии националистического конгресса (NCP). В январе 2004 года, после раскола в этой партии, участвовал в формировании «Всеиндийского Тринамул конгресса». В феврале 2006 года он был вновь переизбран в состав Лок Сабхи от Партии националистического конгресса. В марте 2008 года — сложил с себя депутатские полномочия, чтобы принять участие в выборах в Законодательное собрание штата Мегхалая.
В январе 2013 года инициировал создание Национальной народной партии, которой удалось получить два мандата на выборах в Законодательное собрание Мегхалаи.
В 2012 году был основным кандидатом от оппозиции на выборах президента Индии, однако победу одержал представитель Индийского национального конгресса Пранаб Мукерджи.